# Sollacaro
Sollacaro (korsisch Suddacarò; italienisch Sollacarò) ist eine französische Gemeinde mit 383 Einwohnern (Stand: 1. Januar 2022) auf der Mittelmeerinsel Korsika. Sie gehört zum Département Corse-du-Sud, zum Arrondissement Sartène und zum Kanton Taravo-Ornano. Die Bewohner nennen sich Sollacarais oder Suddacarinchi.
Nachbargemeinden sind
- Pila-Canale im Norden
- Casalabriva im Osten
- Olmeto im Süden
- Serra-di-Ferro im Westen
- Cognocoli-Monticchi im Nordwesten

Das Siedlungsgebiet liegt durchschnittlich auf 450 Metern über dem Meeresspiegel. besteht aus den Dörfern Sollacaro, I Calanchi und Filitosa. Im letztgenannten gibt es einen metallzeitlichen Fundort mit Relikten aus der Bronzezeit. Ein weiterer Fundplatz befindet sich im Ortsteil I Calanchi – mit Gegenständen aus dem Chalkolithikum.
Sollacaro wurde von der ehemaligen Route nationale 851 tangiert.

## Bevölkerungsentwicklung
| Jahr      | 1962 | 1968 | 1975 | 1982 | 1990 | 1999 | 2008 | 2012 | 2020 |
| --------- | ---- | ---- | ---- | ---- | ---- | ---- | ---- | ---- | ---- |
| Einwohner | 485  | 448  | 355  | 290  | 324  | 326  | 344  | 350  | 372  |

## Sehenswürdigkeiten
- Urgeschichtliche Fundstätte Callanchi – Saparata Alta, seit 1990 als Monument historique klassifiziert
- Urgeschichtliche Fundstätte Filitosa, seit 1967 in Teilen als Monument historique klassifiziert
- Ehemalige Kapelle Saint-Laurent, heute als Schuppen genutzt, vermutlich aus dem 16. oder 17. Jahrhundert
- Pfarrkirche de l’Assomption aus dem 19. Jahrhundert
- Kapelle Saint-Roch aus dem späten 18. Jahrhundert
- Kirche Saint-Albert aus dem 16. Jahrhundert, seit 2012 als Monument historique eingeschrieben
- Ehemalige Pfarrkirche Saint-Albert de Calvese aus dem späten 16. Jahrhundert, seit 2012 als Monument historique eingeschrieben
- Drei Feste Häuser aus dem 16. Jahrhundert

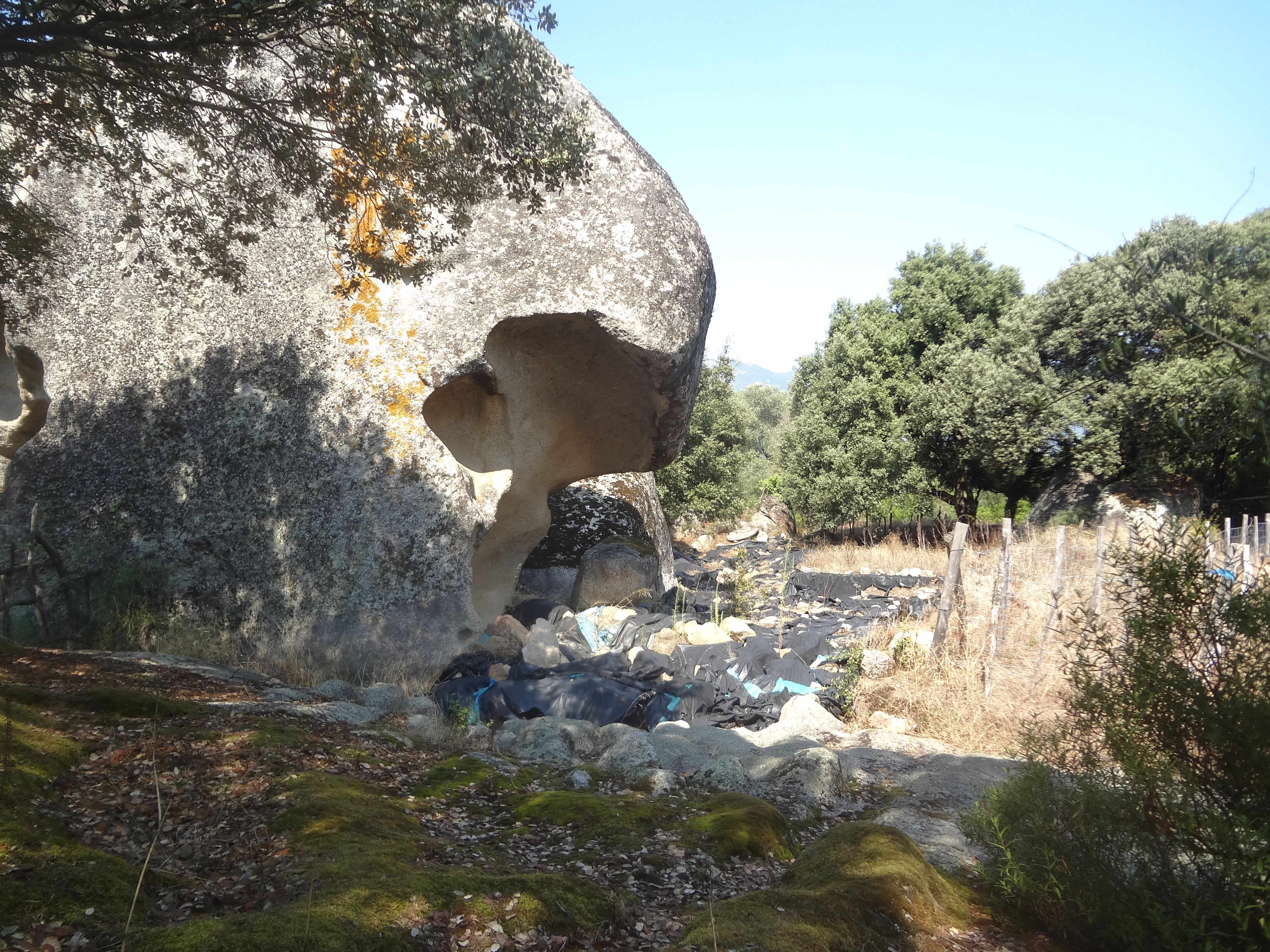
Fundstätte Callanchi – Saparata Alta
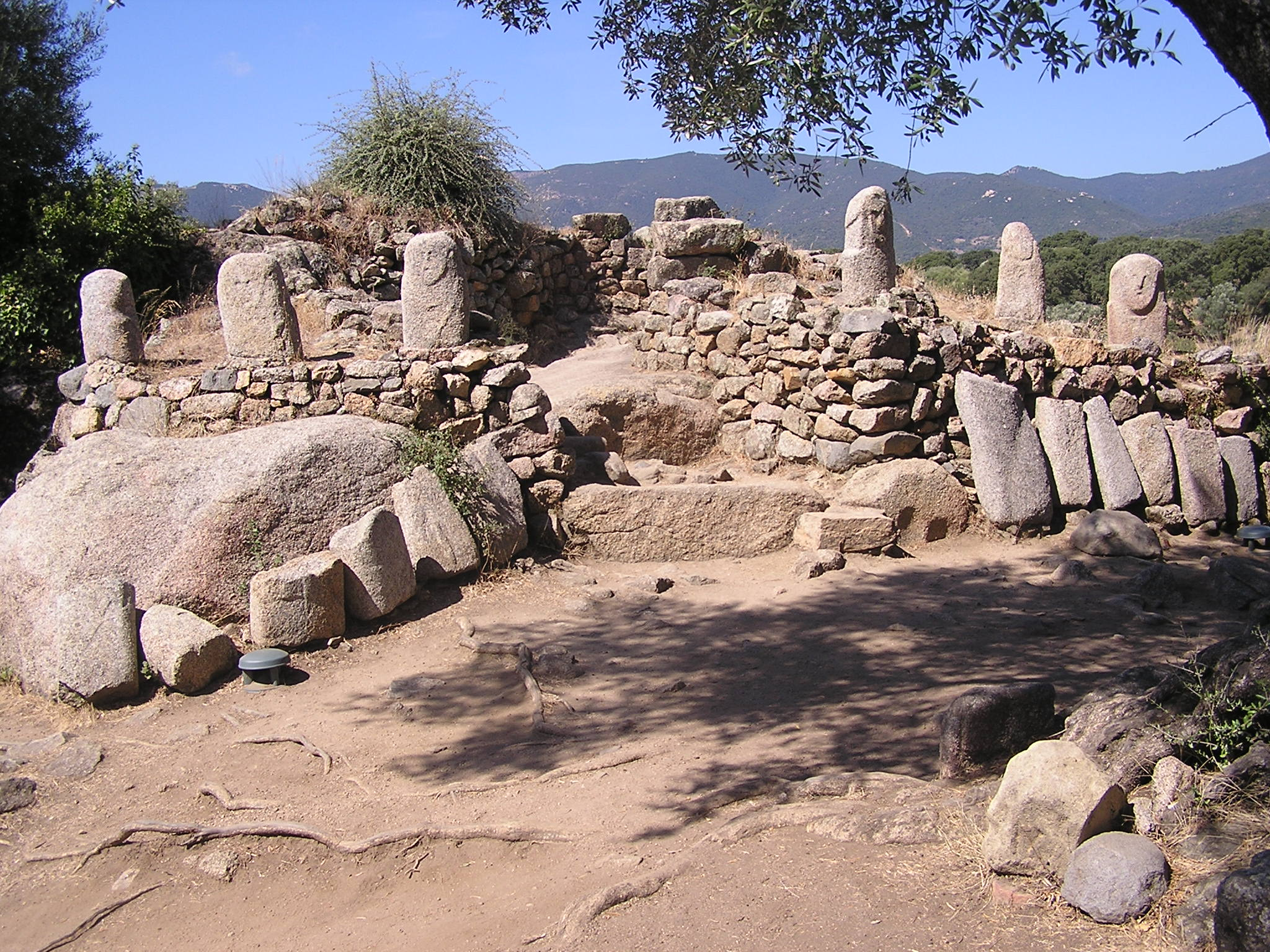
Menhire in Filitosa
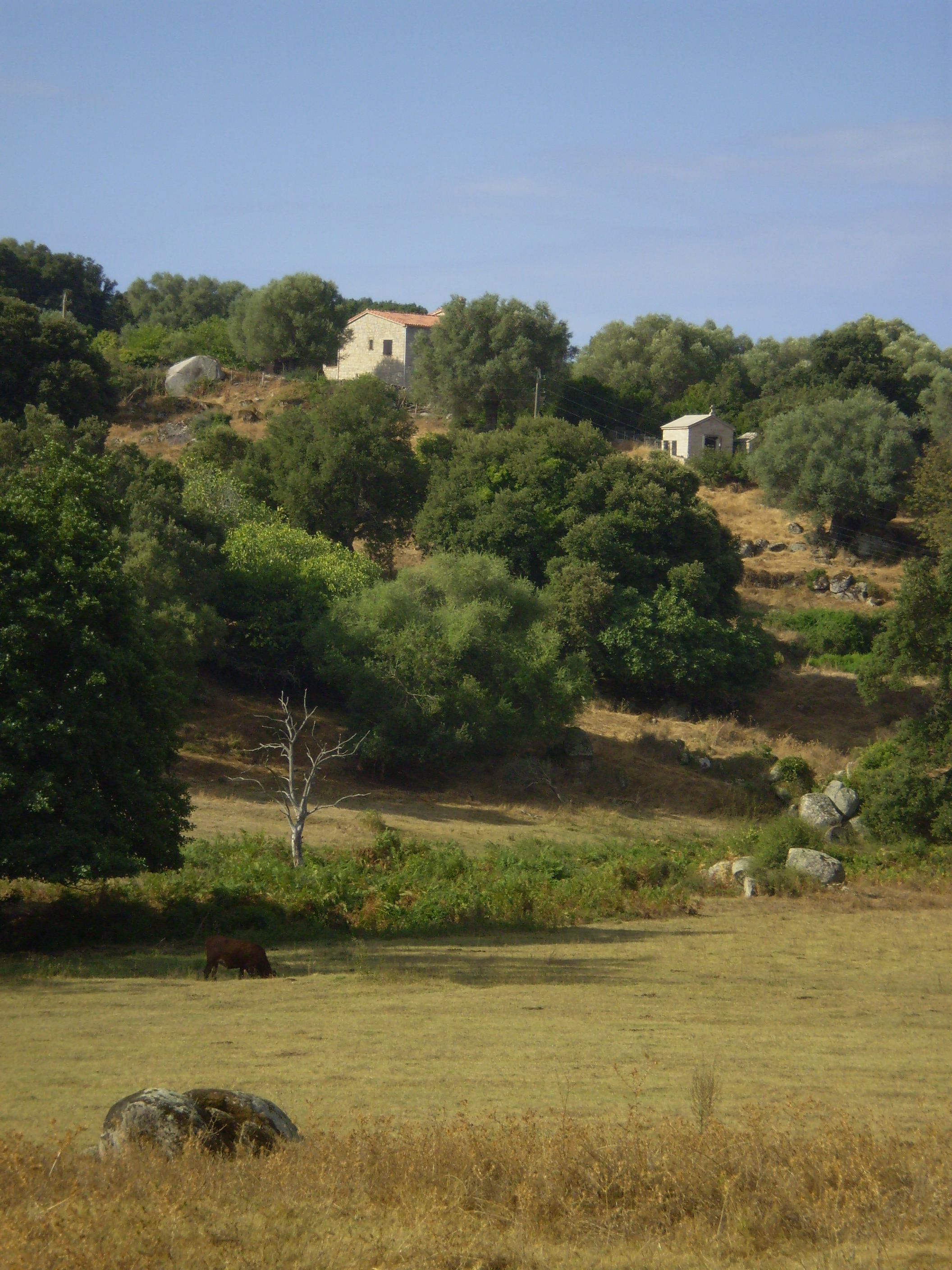
Filitosa

## Wirtschaft
Ein Teil des Weinbaugebietes Vin de Corse befindet sich in Sollacaro.